# Жан Лассаль
Жан Лассаль (фр. Jean Lassalle; нар. 3 травня 1955) — французький політичний діяч центристського спрямування, лідер партії «Будемо чинити опір!» (Résistons!).

## Біографія
Народився 3 травня 1955 року в Лурдіос-Ішера. У 1969 році закінчив коледж в Ареті, з 1970 по 1974 рік навчався в сільськогосподарському ліцеї міста По.
У 1977 році обраний мером Лурдіос-Ішера.
У 1979 році заснував консультативне бюро з питань меліорації.
У 1982 році обраний депутатом генеральної ради департаменту Атлантичні Піренеї від кантону Аккус.
У 1988 році вступив до Соціал-демократичного центру, заміщав у Національних зборах депутата від Об'єднання в підтримку республіки Мішеля Іншуспе.
З 1989 по 1999 рік був директором Піренейського національного парку.
У 2002 році обраний до Національних зборів від 4-го округу департаменту Атлантичні Піренеї (згодом переобраний у 2007 і 2012 роках). У тому ж 2002 році у Кіто (Еквадор) обраний першим президентом Асоціації гірських народів світу.
У 2006 році привернув до себе увагу громадськості, витримуючи протягом 39 днів голодування протесту проти переміщення з долини Аспе до міста Лак заводу японської фірми Toyal d'Accous.
У 2007 році брав участь у президентській кампанії Франсуа Байру.
У 2010 році став віце-президентом Демократичного руху.
У 2013 році з березня по квітень пройшов пішки 5000 кілометрів по Франції, пояснивши своє рішення бажанням ближче пізнати життя простих французів.
У 2015 та 2017 роках здійснив поїздки до Сирії, де зустрічався з президентом Асадом (в останній раз Лассаль їздив разом з депутатами від партії «Республіканці» Тьєррі Маріані і Ніколя Дьюіком і зробив заяви про підтримку Асада у громадянській війні.
У березні 2016 року оголосив про намір виставити свою кандидатуру на президентських виборах 2017 року і вийшов з цією метою з Демократичного руху, заснувавши партію «Будемо чинити опір!» (Résistons!).
Програма Лассаля передбачала розширення повноважень комун, часткову націоналізацію великих компаній (в тому числі з метою виведення їх з-під управління іноземних пенсійних фондів), реорганізацію Європейського союзу на принципах відмови від руху до федералізації і повернення до «Європі націй», рух до більш широкого використання відновлюваної енергії, щоб зменшити залежність Франції від іноземних постачальників нафти, повернення до системи загального військового обов'язку для молодих людей і дівчат, щоб вони входили в життя з досвідом служби на благо суспільства.
23 квітня 2017 року одержав в першому турі голосування 1,21 % голосів виборців, посівши сьоме місце серед одинадцяти кандидатів.
16 липня 2017 року на виконання нового закону про заборону суміщення виборних посад Лассаль залишив посаду мера Лурдіос-Ішера, яку обіймав 40 років, передавши її своїй вірній соратниці Марті Кло, але залишився депутатом муніципальної ради.

## Сім'я
Жан Лассаль — батько французького регбіста Тібо Лассаля, гравця другої лінії клубів «Ойонна» і «Ажен». У 2017 році він взяв участь у президентській кампанії батька.